# Ми, Густав
Густав Адольф Феодор Вильгельм Людвиг Ми (нем. Gustav Adolf Feodor Wilhelm Ludwig Mie; 29 сентября 1868 года, Росток — 13 февраля 1957 года, Фрайбург-в-Брайсгау) — немецкий физик.

## Биография
Родился 29 сентября 1868 года в семье ростокского торговца. С 1886 года изучал математику и физику в Ростокском университете. Помимо этого, слушал лекции по химии, зоологии, геологии, минералогии, астрономии, а также логике и метафизике. В 1889 году продолжил своё обучение в Гейдельбергском университете, где в возрасте 22 лет получил учёную степень в области математики.
В 1897 году Ми получил доцентуру по теоретической физике в Высшей технической школе Карлсруэ, а в 1902 году был назначен внештатным профессором по теоретической физике в Грайфсвальдском университете. В 1917 году получил должность профессора по экспериментальной физике в Галле-Виттенбергском университете. В 1924 году был приглашён на должность директора физического института в Фрайбургском университете, где проработал до своего ухода на пенсию в 1935 году.
Во время нацистской диктатуры во Фрайбурге Ми был членом университетской оппозиции «Фрайбургский круг» («Freiburger Kreise»), а также был участником первоначального «Фрайбургского совета» («Freiburger Konzils»).
Умер 13 февраля 1957 года.

## Научная деятельность
Во время работы в Грайфсвальде Ми занимался рассеянием электромагнитных волн на однородных диэлектрических сферах, о чём опубликовал в 1908 году в Annalen der Physik статью «Вопросы оптики мутных сред, в особенности коллоидных металлических растворов» («Beiträge zur Optik trüber Medien, speziell kolloidaler Metallösungen»). Именно его имя связывают сегодня с так называемым рассеянием Ми.
Ми сделал значительный вклад в развитие электродинамики и теории относительности. Пытаясь развить теорию Максвелла в рамках теории относительности, он предпринял в 1912—1913 гг. попытку создания полной теории материи и гравитации. Этот проект заинтересовал крупнейшего математика того периода Д. Гильберта, но, несмотря на его содействие, создать «единую теорию материи» не удалось, и после завершения Эйнштейном общей теории относительности интерес к теории Ми резко упал.
Ми занимался также вопросами метрологии. В 1910 году он разработал собственную «систему единиц Ми», основанную на базовых единицах вольт, ампер, кулон и секунда.
В честь Ми был назван кратер на Марсе, также его имя носит здание Фрайбургского университета.

## Работы
- Moleküle, Atome, Weltäther. Teubner-Verlag, 1904
- Beiträge zur Optik trüber Medien, speziell kolloidaler Metallösungen. Annalen der Physik, Vierte Folge, Band 25, 1908, No. 3, p 377—445.
- Die geistige Struktur der Physik. Gütersloh 1934.
- Die göttliche Ordnung in der Natur. Furche-Verlag, 1946
- Lehrbuch der Elektrizität und des Magnetismus. Enke-Verlag, 1948
- Die Grundlagen der Mechanik. Enke-Verlag, 1950